# Beall Reefs
Koordinaten: 66° 18′ S, 110° 27′ O
Die Beall Reefs sind unterseeische Felsenriffe vor der Budd-Küste des ostantarktischen Wilkeslands. Sie liegen in rund 2 m Tiefe 800 m westlich der Insel Beall Island im Archipel der Windmill-Inseln.
Entdeckt wurden sie 1961 von einer Mannschaft der Wilkes-Station. Das Antarctic Names Committee of Australia (ANCA) benannte sie nach der gleichnamigen Insel, deren Namensgeber der US-amerikanischen Meteorologe James McClenahan Beall (1917–2016) vom United States Weather Bureau ist, der während der Operation Windmill (1947–1948) bei der Erstellung von Wetterprognosen behilflich war.